# Phalenov test
Phalenov test je dijagnostički test za sindrom karpalnog kanala kojeg je otkrio američki ortoped George S. Phalen. Phalenov test je osjetljiviji od Tinelovog testa u dijagnozi sindroma karpalnog tunela.

## Izvođenje
Test se izvodi tako da se od ispitanika zatraži da drži šake u fleksiji (pritiščući stražnje strane šake jednu o drugu) između 30 - 60 sekundi. Ovaj manevar povisuje tlak u karpalnom kanalu i pritisne središnji živac (lat. nervus medianus) između poprečnog karpalnog ligamenta i prednjeg ruba distalnog dijela palčane kosti. Kompresija u medijanusa u tom položaju kod sindroma karpalnog tunela izaziva karakteristične simptome (žarenje, mravinjanje ili smanjenje osjeta palca, kažiprsta, srednjaka i prstenjaka).

## Obrnuti Phalenov test
Test se izvod tako da ispitanik drži šaku i prste u ekstenziji dvije minute. Obrnuti test znatno više povećava tlak u karpalnom kanalu i to već nakon 10 sekundi. Pozitivan nalaz jednak je kod oba testa.